# Гамильтон, Лорел
Лорел Кей Гамильтон (англ. Laurell Kaye Hamilton, 19 февраля 1963) (до замужества Лорел Клейн) — американская писательница в стиле «хоррор» с элементами фантастики и эротики. Её книги расходятся многомиллионными тиражами не только в США, но и за их пределами.

## Биография
Лорел Гамильтон родилась 19 февраля 1963 года в городе Хибер-Спрингс, недалеко от города Ширли в штате Арканзас, но росла в деревушке Симс в штате Индиана.
Всего через несколько месяцев после рождения Лорел её отец бросил семью, оставив девочку вдвоем с матерью, Сюзи Клайн (англ. Susie Kline). Когда же Лорел было шесть лет, её мать погибла в автокатастрофе, возвращаясь с работы. Как выяснилось позже, её мог спасти ремень безопасности, которым она не пристегнулась. С тех пор её дочь в машине всегда пристёгивается.
После этого Лорел переехала к бабушке — Лоре Джентри (англ. Laura Gentry). Данные об участии мужчин в воспитании будущей писательницы противоречивы. По словам Лорел, «смерть матери, бабушкино воспитание и взросление в доме без мужчин, — „три вещи, сделавшие меня тем, кем я есть“». Есть и другая версия: вместе с девочкой и бабушкой жил дед, который бил бабушку, но с Лорел вёл себя очень ласково. Позже Лорел отметила: «Вот почему я создаю монстров. Тот самый человек, который помогал мне ловить бабочек, бил мою бабушку смертным боем. Но я любила его, а он — меня. Единство и противоречие нежности и жестокости».
Читать Лорел научилась в семь лет — по её словам, у неё была не выявленная вовремя дислексия . Писать рассказы начала в двенадцать лет, но первый законченный рассказ написала в четырнадцать.
Лорел училась в христианском колледже «Мэрион» (англ. Marion College) штата Индиана — и по окончании его получила степень бакалавра по биологии и английской литературе. Во время учёбы познакомилась с Гарри Гамильтоном, который вскоре стал её мужем. Пара переехала в Сент-Луис, штат Миссури. У них родилась дочь.
Свои первые книги и рассказы Лорел писала в кафе, в свободное время. Тогда она работала в корпорации Xerox.
Ей случалось продавать рассказы для журналов и сборников, но первый успех пришёл с романом «Обет колдуньи» (англ. «Nightseer»), написанным в стиле фэнтези. Роман был задуман как первый из серии, но уже второй роман цикла продать не удалось — продолжение «Обета колдуньи» так и не было опубликовано.
В 1993 году появился первый роман об Аните Блейк — миниатюрной брюнетке, борющейся с нежитью, способной поднимать зомби и обладающей ещё рядом талантов. Именно книги этой серии принесли ей огромную славу. Лорел Гамильтон продолжает этот цикл, и выходящие из-под её пера книги в скором времени появляются в списках наиболее продаваемых книг США и Великобритании. Она постоянно работает над написанием очередной книги и вопреки своей технобоязни регулярно выпускает новые книги.
Кроме того, в 2000 году Лорел начала новый цикл романов в стиле эротического фэнтези о Мередит Джентри, принцессе эльфов. Первая книга этой серии называлась «Поцелуй теней» (англ. «Kiss of Shadows»).
Лорел Гамильтон также принимала участие в новеллизации сериала «Стар Трек» («Звёздный путь»).
Лорел очень любит животных (у неё дома живут три мопса и огромное число рыбок). До того как стать знаменитой писательницей, она работала в приюте для брошенных животных. Но из-за того, что времени ей не хватало, она отказалась от этой работы — хотя и сейчас пытается помогать животным, чем может.
По словам Лорел, она пишет потому, что «не писать для неё то же самое, что не дышать».

## Циклы произведений
Цикл об Аните Блейк / англ. Anita Blake
1993—настоящее время
Цикл о Мередит Джентри / англ. Meredith Gentry
- Поцелуй теней / англ. A Kiss of Shadows (2000)
- Ласка сумрака / англ. A Caress of Twilight (2002)
- Соблазненные луной / англ. Seduced By Moonlight (2004)
- Прикосновение полуночи / англ. A Stroke of Midnight (2005)
- Поцелуй мистраля / англ. Mistral’s Kiss (2006)
- Дуновение холода / англ. A Lick Of Frost (2007)
- Глоток мрака / англ. Swallowing Darkness (2008)
- Прегрешения богов / англ. Divine Misdemeanors (2009)
- A Shiver of Light (2014)

## Произведения в хронологическом порядке

### Романы
- 1992 Обет колдуньи / англ. Nightseer
- 1992 англ. Nightshade
- 1993 Запретный плод / англ. Guilty Pleasures
- 1994 Смеющийся труп / англ. The Laughing Corpse
- 1995 Цирк проклятых / англ. Circus of the Damned
- 1995 англ. Death of a Darklord
- 1996 Кафе лунатиков / англ. The Lunatic Cafe
- 1996 Кровавые кости / англ. Bloody Bones
- 1997 Смертельный танец / англ. The Killing Dance
- 1998 Жертва всесожжения / англ. Burnt Offerings
- 1999 Голубая Луна / англ. Blue Moon
- 2000 Обсидиановая бабочка / англ. Obsidian Butterfly
- 2000 Поцелуй теней / англ. A Kiss of Shadows
- 2001 Нарцисс в цепях / англ. Narcissus in Chains
- 2002 Ласка сумрака / англ. A Caress of Twilight
- 2003 Лазоревый грех / англ. Cerulean Sins
- 2004 Сны инкуба / англ. Incubus Dreams
- 2004 Соблазнённые луной / англ. Seduced By Moonlight
- 2005 Прикосновение полуночи / англ. A Stroke of Midnight
- 2006 Мика / англ. Micah
- 2006 Пляска смерти / англ. Danse Macabre
- 2006 Поцелуй мистраля / англ. Mistral's Kiss
- 2007 Арлекин / англ. The Harlequin
- 2007 Дуновение холода / англ. A Lick Of Frost
- 2008 Черная кровь / англ. Blood Noir
- 2008 Глоток мрака / англ. Swallowing Darkness
- 2009 Обмен шкурой / англ. Skin Trade
- 2009 Прегрешения богов / англ. Divine Misdemeanors
- 2010 Флирт / англ. Flirt
- 2010 Пуля / англ. Bullet
- 2011 Черный список / англ. Hit list
- 2012 Поцелуй мертвеца
- 2015 Мёртвый лёд

### Повести и рассказы
- 1989 англ. House of Wizards
- 1989 англ. Stealing Souls
- 1989 англ. A Token for Celandine
- 1990 англ. Winterkill
- 1991 англ. The Cursemaker
- 1991 англ. Geese
- 1994 англ. A Clean Sweep
- 2001 англ. Magic Like Heat Across My Skin
- 2004 англ. Blood Upon My Lips

### Сборники
- 2003 англ. Strange Candy